# Megasema adducta
Megasema adducta là một loài bướm đêm trong họ Noctuidae.